# Объединённый национальный фронт освобождения Лаоса
Объединённый национальный фронт освобождения Лаоса (лаос. ສະຫະປະຊາທາງຫນ້າສໍາລັບການເປີດເສລີຂອງລາວ, Neo Hom) — лаосская националистическая и антикоммунистическая повстанческая организация. Создан для военно-политической борьбы с правящим режимом НРПЛ и вьетнамским контролем над ЛНДР. Представлял собой коалицию ряда эмигрантских, подпольных и партизанских группировок, преимущественно хмонгских. Вёл активную политико-пропагандистскую и вооружённую борьбу против властей ЛНДР, организовал ряд успешных атак, контролировал некоторые труднодоступные районы. Потерпел военное поражение от регулярных войск. Формально не был ликвидирован, но с середины 2000-х не проявляет заметной активности. Идеи и методы Neo Hom в значительной степени унаследованы повстанческими организациями современного Лаоса.

## Правящий режим и оппозиция
К сентябрю 1975 гражданская война в Лаосе завершилась победой коммунистических сил Патет Лао, поддержанных ДРВ. Власть перешла в руки марксистско-ленинской НРПЛ во главе с генеральным секретарём Кейсоном Фомвиханом.
28 ноября 1975 руководство НРПЛ объявило курс на установление в стране социалистического строя. 2 декабря 1975 король Лаоса Саванг Ватхана был принуждён к отречению. 3 декабря 1975 провозглашена Лаосская Народно-Демократическая Республика (ЛНДР) — однопартийное государство «соцлагеря», ориентированное на Вьетнам и СССР. 8 декабря 1975 Кейсон Фомвихан официально возглавил правительство. 18 июля 1977 Кейсон Фомвихан подписал с Ле Зуаном вьетнамо-лаосский договор, в соответствии с которым над Лаосом фактически устанавливался военно-политический контроль Ханоя.
Первые годы правления НРПЛ проводила жёсткий курс партийной диктатуры, национализации, коллективизации и идеологического контроля. Это вызывало широкое недовольство в стране, которое подавлялось карательными мерами. Тысячи людей, начиная с королевской семьи, были направлены в «лагеря перевоспитания» (в одном из них скончался Саванг Ватхана). Были развёрнуты преследования хмонгов, которые поддерживали США во время Индокитайской войны. Около 300 тысяч хмонгов вынуждены были эмигрировать. В отношении хмонгов лаосские коммунисты заняли особенно жёсткую позицию: представителей этой народности априорно зачислили в сообщники Ванг Пао и пособники ЦРУ. Этнические преследования, жестокие расправы не оставляли хмонгам иных возможностей, кроме бегства или сопротивления.
Сторонники монархии, антикоммунисты, националисты, правые республиканцы сопротивлялись новым властям. Многие из них отступили в Таиланд либо скрылись в труднодоступных горных районах и джунглях — вместе с формированиями антикоммунистической «Секретной армии» генерала Ванг Пао. Большую часть составляли хмонги — в определённом смысле обречённые на борьбу.
В своей вооружённой борьбе они могли рассчитывать на поддержку значительной части крестьянства, недовольного коллективизацией, свержением монархии, этническими преследованиями и вьетнамским присутствием. Естественными союзниками являлись вьетнамские антикоммунистические боевики-эмигранты Хоанг Ко Миня, камбоджийские сианукисты и республиканские партизаны.

## Лаосское повстанчество и политэмиграция
Вооружённое сопротивление режиму НРПЛ развернулось в Лаосе практически сразу после его установления. Его основной силой стало хмонгское религиозно-политическое движение Чао Фа, племенные ополчения и ветераны «Секретной армии». Ведущими полевыми командирами являлись Па Као Хэ (один из основателей Чао Фа), Сомпорн Ванг (бывший офицер королевской армии), Юонг Юа (бывший сержант «Секретной армии»), Ксай Шуа Янг (бывший деревенский староста). Видную организующую роль играл хмонгский монах Моуа Нхиа Лонг, специально прибывший из буддийского монастыря Ват Тхам Крабок, расположенного в Таиланде.
Активные боевые действия против правительственных и вьетнамских войск повстанцы развернули в провинциях Сиангкхуанг и Сайнябули. Штабная партизанская база располагалась на горе Фубиа. Главными оперативно-тактическими методами являлись нападения на небольшие армейские гарнизоны, местные представительства НРПЛ и транспортные конвои. Особенные проблемы для властей создавали перерезания важных автотрасс.
Тыловыми базами, сосредоточениями резервов и логистическими центрами служили лагерь хмонгских беженцев Бан-Винай и монастырь Ват Тхам Крабок на территории Таиланда. Главным таиландским союзником лаосских повстанцев выступал начальник канцелярии премьер-министра Судсай Хасадин со своей организацией Красные гауры. В конце 1970-х поддержку лаосским антикоммунистам оказывали коммунистические власти КНР, заинтересованные в военном давлении на Вьетнам. Несколько тысяч боевиков Па Као Хэ и Юонг Юа прошли военное обучение в китайской провинции Юньнань. Из КНР поступало военное оснащение (значительная часть изымалась таиландскими властями).
Разрозненные партизанские атаки подавлялись регулярными правительственными войсками при массированной вьетнамской поддержке. К 1979 большинство боевиков отступили на таиландскую территорию, в Лаосе оставались лишь несколько сотен (максимум несколько тысяч) человек.
Учреждение единой повстанческой организации состоялось в сентябре 1980 в джунглях лаосской провинции Тямпасак (на стыке границ с Таиландом и Кампучией-Камбоджей). Организация получила название Объединённый национальный фронт освобождения лаосского народа. 3 ноября была проведена встреча с вьетнамскими и кампучийскими повстанцами на тайной базе в Прэахвихеа. Была поставлена задача свержения власти НРПЛ в боевом сотрудничестве с антикоммунистами других стран Индокитая. Особо акцентировалось намерение покончить с вьетнамским господством в Лаосе.
Ещё в октябре 1978 группа бывших министров-консерваторов создала во Франции «правительство Лаоса в изгнании». Премьером был объявлен Фуи Сананикон, затем опытный дипломат Утонг Суваннавонг. Генерал Ванг Пао занимал в эмигрантском кабинете пост министра обороны. В марте 1981 эта структура преобразовалась в Объединённый национальный фронт освобождения Лаоса (Neo Hom).
Центр лаосской политэмиграции переместился в США. Лидером стал генерал Ванг Пао, его ближайшими соратниками — королевские генералы Фуми Новасан и Тонглит Токбенгбун, королевский министр обороны Сисук Тямпасак, экс-министры Утонг Суваннавонг, Тиа Камхин, Тианетон Тянтараси. К новой организации примкнули Чао Фа и Фронт освобождения народа, базировавшиеся в самом Лаосе либо в Таиланде. Эти формирования составили основу партизанского движения против властей ЛНДР.
Идеологически Neo Hom стоял на позициях национализма и антикоммунизма. Акцентировались антивьетнамские мотивы, требование обеспечить национальную независимость Лаоса. В риторике подчёркивалась приверженность принципам западной демократии. В то же время, важное место занимали племенные традиции и культура хмонгов, мессианские и даже мистические мотивы Чао Фа — ожидание будущего хмонгского королевства (отсюда, в частности, происходила фанатичная преданность лидерам).
Активность Neo Hom разворачивалась по двум основным направлениям — политэмигрантскому (вне Лаоса) и военно-повстанческому (в Лаосе и на таиландско-лаосской границе).

## Объединённый фронт

### Эмигрантская политическая активность
Ванг Пао и его организация провели большую пропагандистскую и закулисно-организационную работу, стимулируя симпатии западной общественности к лаосской оппозиции, сочувствие хмонгским беженцам (около 200 тысяч человек в Таиланде, свыше 150 тысяч в США), негативное отношение к властям ЛНДР. Крупные организационно-политические базы Neo Hom были созданы в США (прежде всего в Калифорнии — Фресно и Ориндже), во Франции и в Австралии. Материально-финансовую помощь оказывал американский Совет за мировую свободу генерала Джона Синглауба.
Хмонгская диаспора политически консолидировалась на жёстко оппозиционной основе. Ванг Пао организовал среди эмигрантов систему постоянного сбора средств на нужды оппозиции (100 долларов разового взноса и 10 долларов ежемесячно), за отдельные выплаты выдавал особые «сертификаты» — на право возвращения в будущий освобождённый Лаос, на занятие должностей в будущей лаосской администрации. Эти действия вызывали критику даже со стороны многих соратников. Возникали подозрения в нецелевом расходовании средств.
Положение Neo Hom осложнялось соперничеством между ведущими лидерами — Ванг Пао и Па Као Хэ. Основное противоречие заключалось в том, что Ванг Пао исходил из общелаосских задач, тогда как Па Као Хэ в большей степени из хмонгских этноплеменных интересов. Идеологически Па Као Хэ стоял на позициях ультраправого радикализма, тогда как Ванг Пао был скорее национал-консерватором. Сказывались и личностные различия: Па Као Хэ отличался идейным фанатизмом, всецело отдавался военно-политической борьбе, того же требовал от других, был безразличен к деньгам и осуждал заботы о собственном материальном благополучии (чему был не чужд Ванг Пао). Семейные кланы Ванг Пао и Па Као Хэ жёстко конкурировали между собой, в том числе на уровне уголовного противоборства — те и другие располагали своими охранниками и мафиозными боевиками.
В середине 1980-х резко возросло влияние Па Као Хэ. Оно основывалось на его функции непосредственного командования повстанческими отрядами в Лаосе. 2 июня 1985 года именно Па Као Хэ, а не Ванг Пао, участвовал в международную конференции антикоммунистических повстанцев Джамбори. Переговоры о сотрудничестве провёл с ним генерал Синглауб. В октябре 1985 года Па Као Хэ объявил о создании Этнической организации освобождения Лаоса (ELOL), и вскоре провозгласил себя «королём хмонгов».

### Вооружённая борьба в Лаосе
Отряды Neo Hom, Чао Фа, ELOL продолжали партизанскую борьбу в джунглях. Глубокое военное проникновение в Лаос было достигнуто в период 1984—1985. Повстанческие формирования расширили сферу своих действий в джунглях и горах северо-востока страны. Предпринимались попытки продвижения на юг, но это затруднялась этническим составом населения — в центральных и южных районах страны хмонги почти не проживают.
Вооружение повстанцев в основном сводилось к стрелковому оружию советского, американского и китайского производства. Преобладали автоматы АК-47, гранатомёты РПГ-2, РПГ-7, M79, реже 60-мм миномёты. Тяжёлым вооружением, бронетехникой и авиацией повстанцы не располагали.
Боевая активность часто осуществлялась в тесном контакте с вьетнамскими антикоммунистическими повстанцами. Оперативный план Хоанг Ко Миня Đông Tiến («Вперёд на Восток») предполагал прорыв через лаосскую провинцию Салаван во вьетнамскую провинцию Контум. Летом 1987 бойцы Neo Hom вместе с вьетнамским Фронтом Хоанг Ко Миня более месяца вели бои с регулярными соединениями СРВ и ЛНДР (прорыв во Вьетнам не удался, Хоанг Ко Минь погиб).
Апогей боевой активности пришёлся на 1989—1990. В контексте глобальных международных перемен вьетнамские войска были выведены из Кампучии и Лаоса. Это побудило лаосских оппозиционеров развернуть военное наступление. Были произведены крупные закупки вооружения. (Па Као Хэ провёл переговоры даже с Николае Чаушеску — о приобретении 5 тысяч штурмовых винтовок и 5 миллионов патронов на сумму 8 миллионов долларов. Однако свержение Чаушеску в декабре 1989 сорвало сделку.) Под эгидой Neo Hom были объединены все наличествовавшие силы, безотносительно к идеологическим принципам и долгосрочным политическим целям. Общее командование принял Па Као Хэ.

«Невероятный альянс горных хмонгов, равнинных лао, проамериканских повстанцев, прокитайских партизан, правых республиканцев и левых монархистов, — комментировала американская пресса. — Но все они едины в национализме, антикоммунизме и ненависти к правительству последних пятнадцати лет».

В декабре 1989 был атакован ряд объектов не только в Сиангкхуанге и Сайнябули, но и в столичном регионе Вьентьян. Временно перерезаны стратегически важная автотрасса Вьентьян — Луангпхабанг и дорога во Вьетнам через Долину Кувшинов. Информация о боевых успехах Neo Hom могла быть преувеличена (Ванг Пао периодически уличался в такого рода неточностях), но факт активизации не вызывает сомнений. На одной из баз в Сайнябули было объявлено о создании временного повстанческого правительства.
Правительственные силы ответили массированным контрударом. Сказалось значительное превосходство регулярных войск в численности и вооружении. Исход боёв решила военная авиация: повстанческие базы были уничтожены огнём Миг-21 и Ми-8. В феврале 1990 Сомпорн Ванг признал поражение повстанцев.
После этих событий вооружённое повстанчество в Лаосе пошло на спад. Ведущую роль сохраняли Чао Фа и ELOL, однако развивать сколько-нибудь заметные наступления уже не удавалось. Значительно снизилось и количество бойцов. Названная на середину 1990-х численность в две тысячи человек воспринималась скептически. Однако в 1999 бои правительственных войск с хмонгами в Сиангкхуанге приобрели такой масштаб, что на помощь правительственным войскам вновь были брошены подразделения вьетнамской армии. Подавить повстанческое сопротивления и на этот раз удалось прежде всего с воздуха — обстрелами с вертолётов Ми-6, Ми-8, Ми-17. В Лаосе разместились семнадцать вьетнамских батальонов.

## Зигзаги эмигрантского руководства
Причины имели не только чисто военный, но и социальный характер. К тому времени режим Кейсона Фомвихана уже десять лет проводил «подспудные реформы». Укрепляя свою административно-политическую и силовую составляющую, НРПЛ отступила от жёстких коммунистических установок в экономике. Это обеспечило властям лояльность значительной части населения и исключило обретение массовой базы Neo Hom вне общины хмонгов.
Изменились и внешние расклады. Правительство ЛНДР сохранило вьетнамскую военную поддержку. В то же время китайская помощь лаосским повстанцам прекратилась ещё в начале 1980-х. С начала 1990-х от Neo Hom отдалился и Таиланд. Власти Бангкока позитивно откликнулись на предложения Вьентьяна нормализовать отношения. Хмонгских беженцев в Таиланде продолжали принимать, но военно-политическая активность лаосской оппозиции сильно затруднилась. Лично для Ванг Пао доступ в Таиланд был закрыт.
Повстанческие командиры возлагали на генерала ответственность за неудачи. Особенно резкие выступал Юонг Юа, близкий соратник Па Као Хэ (в то же время политическое лидерство Ванг Пао формально не ставилось под сомнение). В октябре 2002 был убит Па Као Хэ. Официально убийство осталось нераскрытым, однако существую свидетельства о прямой причастности Ванг Пао.
В 2000 Ванг Пао провёл политическую реорганизацию Neo Hom и подтвердил неизменность прежнего курса борьбы. Однако с 2003 он круто изменил свою многолетнюю политику. Генерал выступил за нормализацию отношений и диалог с властями ЛНДР. Призывал американскую администрацию Джорджа Буша-младшего отказаться от экономических санкций в отношении Вьентьяна, развивать политические и торговые связи. Радикальные хмонгские антикоммунисты, особенно командиры повстанческих отрядов, категорически отвергли такую позицию. Высказывались даже подозрения о связях Ванг Пао и его клана с коррумпированными представителями лаосских властей (тому имелись косвенные признаки). Neo Hom пребывал в ситуации глубокого раскола и кризиса.
Политический зигзаг произошёл в июне 2007: были арестованы десять активистов хмонгской общины США во главе с Ванг Пао. Вопреки официальной позиции генерала, он и его сподвижники обвинялись в заговоре с целью свержения правительства Лаоса. По версии следствия, члены группы приобретали оружие для отправки повстанцам. Однако адвокаты и общественные защитники сумели опровергнут обвинения. При этом вновь приводились факты нарушения прав человека властями ЛНДР. Примерно через месяц Ванг Пао вышел из тюрьмы. В 2009 обвинения были сняты. В 2011 генерал Ванг Пао скончался.
Кончина Ванг Пао, гибель Па Као Хэ, исчезновение Юонга Юа означали фактический уход со сцены генерации создателей Neo Hom, руководивших практической деятельностью Фронта.

## «Война после Фронта»

### Представительские структуры
Объединённый фронт национального освобождения Лаоса официально не был распущен. Представители клана Ванг Пао, прежде всего сын генерала Чонг Ванг считаются нынешними руководителями Neo Hom. Однако на практике Фронт не проявляет заметной активности.
Современная лаосская оппозиция структурирована в иных формах. В 2003 году было учреждено Королевское правительство Лаоса в изгнании. Оно базируется в американском Грешеме (штат Орегон). Возглавляет его профессор-историк Камфуи Сисаватди. Эта организация призывает отстранить от власти коммунистический режим, покончить с вьетнамским господством в Лаосе и установить демократическую конституционную монархию. Королём Лаоса роялисты признают Суливонга Саванга (внук Саванга Ватханы), проживающего в Париже. «Правительство в изгнании» совершает символические акты, выступает с призывами к официальным властям иностранных государств, протестует против репрессий, проводит конференции, агитирует в социальных сетях.
Активно действует Всемирный конгресс хмонгского народа (CWHP) во главе с Джеймсом Хэ. Эта организация привлекает внимание мировой общественности к драматичному положению хмонгов

### Альянс освобождения
Официальные власти ЛНДР не распространяют информацию о внутренних вооружённых конфликтах. Однако периодически такие факты становятся достоянием гласности. В июле 1995 был подавлен мятеж группы военных в Луангпхабанге (предполагается, что он имел не столько политическую, сколько карьеристскую подоплеку). Несмотря на формально провозглашённое равноправие, хмонги подвергаются дискриминации и репрессиям, вплоть до убийств, что порождает сопротивление. Крупные столкновения происходили в 2003 в окрестностях Самныа — поводом стала дискриминация хмонгов в экономической сфере.
Возникли новые структуры вооружённого подполья. Серия взрывов произошла во Вьентьяне 31 марта 2000. Некоторые из них действуют под статусом правозащитных организаций. Одна из таких групп 3 июля 2000 атаковала таможенную заставу Ванг Тао и подняла над местной администрацией королевский флаг. Они выдвигают конкретные требования различного характера — от освобождения политзаключённых до отмены кабальных экономических договоров с Вьетнамом (например, о вырубке лесов). Несколько нападений на правительственные объекты приписываются Комитету за независимость и демократию — группировке уволенных из лаосской армии офицеров хмонгского происхождения. Важным направлением стали также действия политизированных криминальных групп.
Продолжается вооружённое сопротивление хмонгов, восходящее к традициям Чао Фа, Neo Hom, ELOL. В сентябре 2000 шесть повстанческих групп образовали Альянс освобождения нового Лаоса. Две из этих организаций — Фронт освобождения хмонгов и Чао Фа — ранее принадлежали к Neo Hom (первая — к «ветви» Ванг Пао, вторая — к «ветви» Па Као Хэ). Две другие — Фронт освобождения лаосского народа и Этнические Иссара — созданы бывшими военными ЛНДР, выступившими против правительства. Ещё две — Фронт освобождения Лао Паса и Бойцы за свободу местностей — выражают интересы, соответственно, этнических групп лао и этнических меньшинств. Эти структуры распределили между собой зоны военно-политической активности. В сфере хмонгского фронта оказались провинции Сиангкхуанг и Луангпхабанг, в сфере Чао Фа — территории горы Фубиа, районов Нонгхет (малая родина Па Као Хэ) и Муонгкун (средоточие культурно-исторических символов) в Сиангкхуанге, район Камкеут в провинции Боликхамсай.

Одни группы сопротивления ставят конечной целью полное уничтожение нынешнего коммунистического правительства Лаоса. Другим достаточно было бы перехода от тоталитарного однопартийного государства к более демократичному и свободному режиму. Но правительство ЛНДР, крепко держась за власть, похоже, намерено силой подавить любое сопротивление. При таких противоречивых взглядах, пока их носители активны на своей родине, трудно будет решать проблемы.

### «Люди прошлой эпохи»
Наиболее активной и радикальной антиправительственной организацией Лаоса остаётся хмонгская Чао Фа. С 2009 председателем Чао Фа и командующим хмонгским ополчением является Чонг Лор Хэ, известный также под прозвищем президент. Ветеран «Секретной армии», Чонг Лор Хэ воспринимается как «пришелец из прошлой эпохи».

Было непонятно, почему лаосская армия так долго возится с такой маленькой слабой группой. Но постепенно стало ясно, насколько это яростные бойцы, насколько эффективны их засады. Ведь они занимаются тем, что делали всю жизнь.

Очередная вспышка боёв между лаосско-вьетнамскими войсками и ополченцами Чао Фа произошла весной 2010 в особой зоне Сайсомбун. Была опубликована изданная в 2005 директива министерства обороны ЛНДР, предписывающая ликвидировать «всех хмонгских агентов ЦРУ и правого проамериканца Ванг Пао» не позднее 2020.
Ожесточённые боестолкновения отмечались в сентябре 2017. Около двухсот хмонгских Чао Фа под командованием Чонг Лор Хэ отчаянно сопротивлялись регулярным армейским соединениям на горе Фубиа. Армейские части обстреливали их из тяжёлой артиллерии. Однако хмонгам вновь удалось выйти из окружения.
Обстрелы и столкновения вновь участились в январе и октябре-декабре 2018. Регулярные войска планомерно зачищали территории проживания хмонгов. Боевики Чао Фа оказывали сопротивление и маневрировали в труднодоступных районах. Вместе с ними уходили от преследований гражданские лица, не участвовавшие в боях, включая женщин и детей. Резко ухудшилось положение с продовольствием. Источником этой информации являлся Чонг Лор Хэ, выходивший на контакт с офисом CWHP.